# Mukhed
Mukhed è una città dell'India di 25.936 abitanti, situata nel distretto di Nanded, nello stato federato del Maharashtra. In base al numero di abitanti la città rientra nella classe III (da 20.000 a 49.999 persone).

## Geografia fisica
La città è situata a 18° 41' 60 N e 77° 22' 0 E e ha un'altitudine di 424 m s.l.m..

## Società

### Evoluzione demografica
Al censimento del 2001 la popolazione di Mukhed assommava a 25.936 persone, delle quali 13.359 maschi e 12.577 femmine. I bambini di età inferiore o uguale ai sei anni assommavano a 4.173, dei quali 2.214 maschi e 1.959 femmine. Infine, coloro che erano in grado di saper almeno leggere e scrivere erano 16.305, dei quali 9.597 maschi e 6.708 femmine.